# Galo Vásquez
Galo Fidian Vásquez Gracia (Esmeraldas, 31 dicembre 1957) è un ex calciatore ecuadoriano, di ruolo centrocampista.

## Carriera

### Club
Ha sempre giocato nel campionato ecuadoriano.

### Nazionale
Con la maglia della nazionale ha partecipato alla Copa América nel 1983 e nel 1987.

## Palmarès

### Club

#### Competizioni nazionali
- Campionato ecuadoriano: 4

Barcelona SC: 1980, 1981, 1985, 1987